# Konstitutionell-Demokratische Partei (Japan)
Die Konstitutionell-Demokratische Partei (kurz KDP; japanisch 立憲民主党 Rikken Minshutō; englisch The Constitutional Democratic Party of Japan, kurz CDP) ist eine politische Partei in Japan. Sie entstand ursprünglich im Oktober 2017 wenige Wochen vor der vorgezogenen Wahl zum Unterhaus aus der Vereinigung von mehreren Mitgliedern der Demokratischen Fortschrittspartei (Minshintō), der bis dahin stärksten Oppositionspartei, nachdem sich diese aus dem Wahlkampf zurückgezogen hatte. Im September 2020 fusionierte sie mit der konservativeren Demokratischen Volkspartei zu einer rechtlich neuen Partei, behielt nach einer Abstimmung unter den Abgeordneten jedoch den Namen „Konstitutionell-Demokratische Partei“. Die KDP befürwortet im Gegensatz zur regierenden Liberaldemokratischen Partei den Atomausstieg, steht einer Änderung des Artikels 9 der japanischen Verfassung kritisch gegenüber und verweist dabei auf den Konstitutionalismus. Sie sieht sich als linksliberal, gemäßigt konservativ und basisdemokratisch.

## Geschichte
Am 25. September 2017 kündigte Premierminister Shinzō Abe eine Auflösung des Unterhauses für den 28. September an; infolgedessen wurden für den 22. Oktober vorgezogene Neuwahlen angesetzt. Die Tokioter Gouverneurin Yuriko Koike gründete noch am Tag der Bekanntmachung der Auflösung des Unterhauses die Kibō no Tō, woraufhin die Minshintō nach Absprache mit Koike bekanntgab, keine eigenen Kandidaten für die Wahl aufstellen zu wollen. Ferner versicherte sie ihren Mitgliedern, sie im Falle einer Kandidatur für die Kibō no Tō zu unterstützen. Sie hatte bereits eine Reihe von Abgeordneten an diese verloren. Nachdem Koike mehrfach darauf hingewiesen hatte, dass sie keinesfalls alle Anhänger der Minshintō aufnehmen und jeden Beitrittskandidaten auf seine politische Einstellung prüfen werde, gaben mehrere linksorientierte Minshintō-Mitglieder daraufhin bekannt, nicht für die Koikes Partei kandidieren zu wollen. Dazu gehörte beispielsweise der ehemalige Premierminister Naoto Kan sowie der stellvertretende Vorsitzende der Minshintō, Yukio Edano.
Edano verkündete folglich am 2. Oktober 2017 bei einer Pressekonferenz die Gründung der Konstitutionell-Demokratischen Partei. Diese erfolgte offiziell einen Tag später mit zunächst nur sechs Mitgliedern. Der gewählte Parteiname „Rikken Minshutō“ war bereits bei der Fusion von Demokratischer Partei und Ishin no Tō für die jetzt als „Minshintō“ bekannte Partei im Gespräch gewesen. Bei der Unterhauswahl trat die KDP mit 78 Kandidaten an und kooperierte mit Kommunistischer Partei (kurz KPJ) und Sozialdemokratischer Partei (kurz SDP), weshalb KPJ und SDP in weniger als 20 Wahlkreisen gegen die KDP antraten. Sie konnte bei der Wahl ihre Anzahl der Abgeordneten mehr als verdreifachen und zog mit 55 Sitzen als zweitstärkste Partei ins Unterhaus ein. Im Mai 2018 schloss sich die Minshintō teilweise mit der Kibō no Tō zur „Demokratischen Volkspartei“ (DVP) zusammen, wobei sich einige Minshintō-Mitglieder wie Toshio Ogawa hingegen der KDP anschlossen, wodurch diese ihren Status als größte Oppositionspartei in der Nationalversammlung behaupten konnte. Der Minshintō-Vorsitzende Kōhei Ōtsuka hatte zuvor auch die KDP gebeten, der neuen Partei beizutreten, Edano lehnte dies jedoch aufgrund inhaltlicher und strategischer Meinungsverschiedenheiten ab. Im Januar 2019 vereinbarte die KDP mit der Sozialdemokratischen Partei die Bildung einer gemeinsamen Fraktion im Oberhaus, nachdem die DVP mit der Liberalen Partei von Ichirō Ozawa eine Gemeinschaftsfraktion gebildet hatte. Im August 2019 verständigte sich die KDP mit der DVP auf die Bildung von gemeinsamen Fraktionen in beiden Kammern der Nationalversammlung. Die gemeinsame Unterhausfraktion sollte zunächst Rikken Minshutō/Kokumin Forum (立憲民主党・国民フォーラム) heißen, die Oberhausfraktion Rikken Minshutō/Kokumin/Kibō no Kai (立憲民主党・国民・希望の会). Nach Verhandlungen einigte man sich am 19. September 2019 schließlich auf die zusätzliche Aufnahme der Fraktion Shakaihoshō o tatenaosu kokumin kaigi im Unterhaus und die der SDP im Oberhaus. Die Bezeichnungen der gemeinsamen Fraktionen lauteten nun Rikken Minshu/Kokumin/Shaho/Mushozoku Forum (立憲民主・国民・社保・無所属フォーラム; Unterhaus) und Rikken/Kokumin.Shinryokufūkai/Shamin (立憲・国民.新緑風会・社民; Oberhaus).
Im Dezember 2019 schlug Edano der DVP und SDP eine Eingliederung der Parteien in die KDP vor. Nachdem die entsprechenden Verhandlungen mit der DVP im Januar 2020 aufgrund des Beginns der regulären Sitzungsperiode des Parlaments ohne Ergebnis unterbrochen worden waren, entschied sich auch die SDP für eine Vertagung der Entscheidung für einen möglichen Zusammenschluss mit der KDP. Die KDP forderte in den Verhandlungen die Beibehaltung des aktuellen Parteinamens und nahezu des gesamten Vorstandes, was vor allem bei der DVP auf Ablehnung stieß.
Am 15. September 2020 ging die bisherige KDP zusammen mit dem größeren Teil der DVP und parteilosen Mitgliedern der gemeinsamen Fraktionen in einer neuen Partei auf. Die DVP hatte dem Vorschlag der KDP mit der Bedingung zugestimmt, dass der neue Parteiname durch eine Wahl bestimmt werden sollte. Der DVP-Vorsitzende Yūichirō Tamaki und 14 weitere DVP-Abgeordnete beteiligten sich aufgrund inhaltlicher Differenzen hingegen nicht am Zusammenschluss und führten die DVP weiter; einzelne Abgeordnete beider Parteien wurden parteilos. Der neue Vorsitzende und der Parteiname wurden am 10. September 2020 gewählt, offizieller Wahlkampfbeginn war der 7. September. Für den Vorsitz setzte sich Edano mit 107 zu 42 Stimmen gegen Kenta Izumi (vorher DVP-Vorstandsmitglied) durch. Als Parteiname gewann Rikken Minshutō (立憲民主党, „Konstitutionell-Demokratische Partei“) mit 94 zu 54 Stimmen gegen Minshutō (民主党, „Demokratische Partei“). Beim Gründungsparteitag gehörten der neuen KDP 150 Abgeordnete an (vor der Fusion waren es 89).
Nach den Sitzverlusten bei der Unterhauswahl 2021 kündigte Edano seinen Rücktritt vom Parteivorsitz an. Ein Nachfolger wurde am 30. November gewählt, Wahlbeginn war der 19. November 2021. Vier Kandidaten bewarben sich: Jun’ya Ogawa, Chinami Nishimura, Kenta Izumi und Seiji Ōsaka. Kenta Izumi führte im ersten Wahlgang unter den Nationalabgeordneten und den Parteimitgliedern, Seiji Ōsaka lag unter den Präfektur- und Kommunalabgeordneten knapp vorn und erreichte die insgesamt zweithöchste Punktzahl im ersten Wahlgang; in der Stichwahl setzte sich Izumi klar gegen Ōsaka durch.
Nach einer Amtszeit wurde Izumi bei der turnusmäßigen Wahl zum Parteivorsitz 2024 von Vorgänger Edano und dem ehemaligen DP-Vorsitzenden-Premierminister Yoshihiko Noda herausgefordert, die sich im ersten Wahlgang durchsetzten. Noda gewann die Stichwahl. Bei der bald folgenden Unterhauswahl 2024 konnte die KDP angesichts der skandalbedingten Unbeliebtheit der LDP trotz dem Ende der Mitte-Links-Einheitsfront mit rund 1,5 Millionen Stimmen weniger als 2021 deutliche Sitzgewinne verzeichnen.

## Führungsstruktur

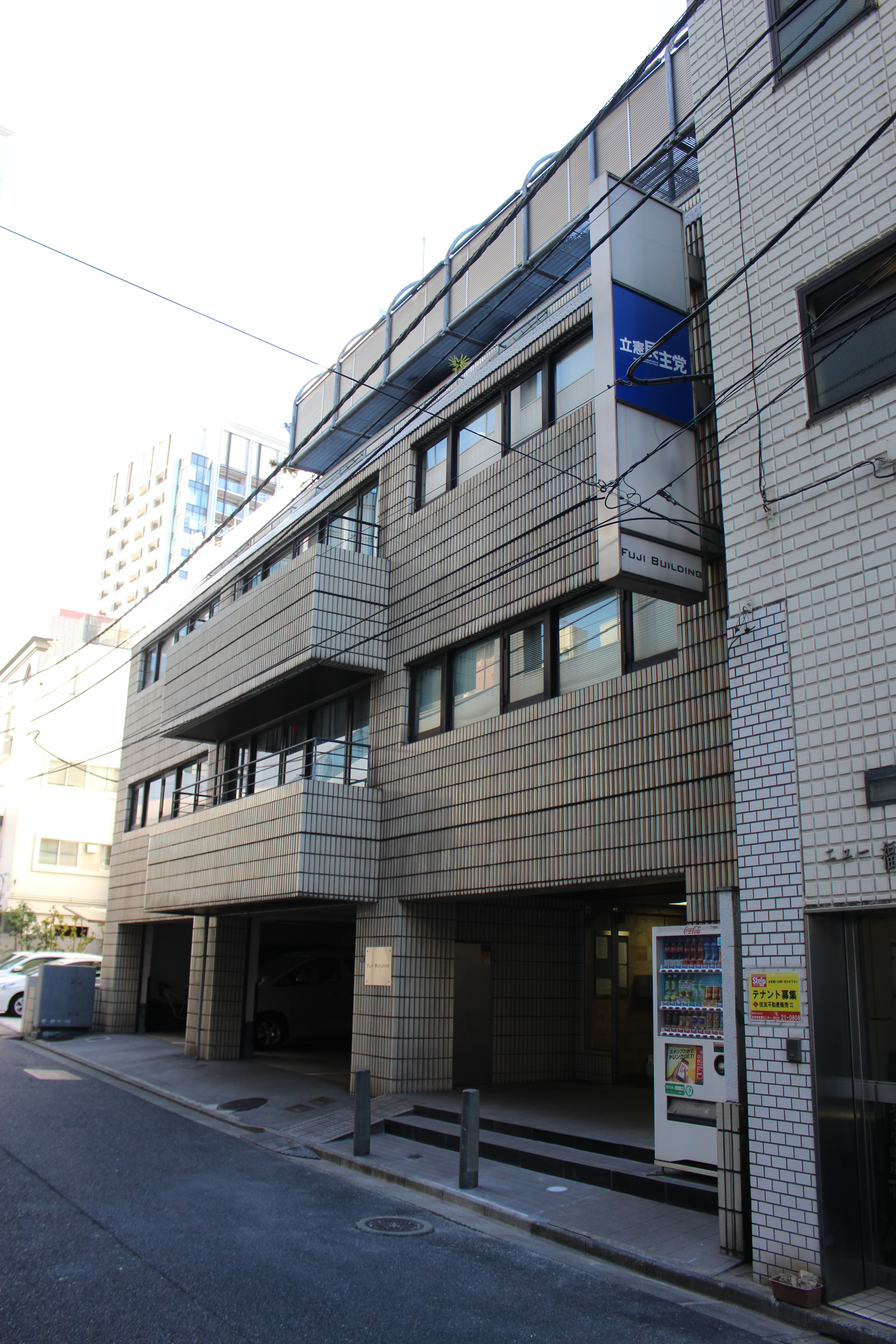
Hauptsitz der KDP in Chiyoda

### Parteivorstand
Wichtige Positionen im Parteivorstand neben dem Parteivorsitzenden und seinen Stellvertretern sind der Generalsekretär, der Vorsitzende des politischen Forschungsrats (kurz PARC) und der Vorsitzende des Komitees für Parlamentsangelegenheiten (国会対策委員会 Kokkai Taisaku Iinkai, kurz 国対 Kokutai). Die erste Wahl des Parteivorsitzenden fand im September 2020 statt.
Liste der Parteivorsitzenden
- 2017–2020 („alte KDP“): Yukio Edano
- 2020–2021: Yukio Edano
- 2021–2024: Kenta Izumi
- seit 2024: Yoshihiko Noda

Liste der Generalsekretäre
- 2017–2020 („alte KDP“): Tetsurō Fukuyama
- 2020–2021: Tetsurō Fukuyama
- 2021–2022: Chinami Nishimura
- 2022–2024: Katsuya Okada
- seit 2024: Jun’ya Ogawa

Liste der PARC-Vorsitzenden
- „alte KDP“
  - Akira Nagatsuma: Oktober 2017–Januar 2019
  - Seiji Ōsaka: Januar 2019–September  2020
- 2020–2021: Kenta Izumi
- 2021–2022: Jun’ya Ogawa
- 2022–2024: Akira Nagatsuma
- seit 2024: Kazuhiko Shigetoku

Liste der Kokutai-Vorsitzenden
- „alte KDP“
- Kiyomi Tsujimoto: Oktober 2017–September 2019
- Jun Azumi: September 2019–2020
- 2020–2021: Jun Azumi
- 2021–2022: Sumio Mabuchi
- 2022–2024: Jun Azumi
- seit 2024: Hirofumi Ryū

### Faktionalismus
Im Gegensatz zur Liberaldemokratischen Partei bestehen bei der KDP derzeit keine festen innerparteilichen Faktionen. Jedoch gehören mehrere ehemalige Minshintō-Mitglieder parteiübergreifend weiterhin ihren ursprünglichen Faktionen an, zumal sich oft Angehörige gleicher Faktionen aus Gründen der politischen Einstellung nach der teilweisen Spaltung der Minshintō der KDP bzw. Kibō no Tō angeschlossen hatten.
Faktionen mit KDP-Mitgliedern (die Abgeordnetenzahlen beziehen sich lediglich auf die KDP):
| Offizieller Name          | Offizieller Name | Vorsitz            | Shūgiin- abgeordnete | Sangiin- abgeordnete |
| ------------------------- | ---------------- | ------------------ | -------------------- | -------------------- |
| Sanctuary                 | サンクチュアリ   | Hirotaka Akamatsu  | 15                   | 15                   |
| Kuni no Katachi Kenkyūkai | 国のかたち研究会 | Naoto Kan          | 22                   | 07                   |
| Chōkan no Kai             | 直諫の会         | Kazuhiko Shigetoku | 12                   | 0                    |
| Kaseikai                  | 花斉会           | Yoshihiko Noda     | 09                   | 0                    |
| Jiseikai                  | 自誓会           | Takeshi Shina      | 06                   | 01                   |

## Fraktionen im nationalen Parlament
Die Gemeinschaftsfraktion aus KDP, SDP und Parteilosen (立憲民主・無所属 Rikken Minshu/Mushozoku; „KDP/Unabhängige“) im Unterhaus hatte im November 2021 97 Mitglieder. Im Oberhaus existiert ebenfalls eine gemeinsame Fraktion mit der SDP (立憲民主・社民 Rikken Minshu/Shamin; „KDP/SDP“) mit 45 Mitgliedern.

## Wahlergebnisse

### National
| Jahr                              | Unterhauswahlergebnisse           | Unterhauswahlergebnisse           | Unterhauswahlergebnisse           | Unterhauswahlergebnisse           | Unterhauswahlergebnisse           | Unterhauswahlergebnisse | Oberhauswahlergebnisse | Oberhauswahlergebnisse | Oberhauswahlergebnisse | Oberhauswahlergebnisse | Oberhauswahlergebnisse | Oberhauswahlergebnisse | Oberhauszusammensetzung |
| Jahr                              | Kandidaten                        | Mehrheitswahl                     | Mehrheitswahl                     | Verhältniswahl                    | Verhältniswahl                    | Mandate gesamt          | Kandidaten             | Mehrheitswahl          | Mehrheitswahl          | Verhältniswahl         | Verhältniswahl         | Mandate gesamt         | Oberhauszusammensetzung |
| Jahr                              | Kandidaten                        | Stimmenanteil                     | Mandate                           | Stimmenanteil                     | Mandate                           | Mandate gesamt          | Kandidaten             | Stimmenanteil          | Mandate                | Stimmenanteil          | Mandate                | Mandate gesamt         | Oberhauszusammensetzung |
| --------------------------------- | --------------------------------- | --------------------------------- | --------------------------------- | --------------------------------- | --------------------------------- | ----------------------- | ---------------------- | ---------------------- | ---------------------- | ---------------------- | ---------------------- | ---------------------- | ----------------------- |
| Bei Gründung der „alten“ KDP 2017 | Bei Gründung der „alten“ KDP 2017 | Bei Gründung der „alten“ KDP 2017 | Bei Gründung der „alten“ KDP 2017 | Bei Gründung der „alten“ KDP 2017 | Bei Gründung der „alten“ KDP 2017 | 6/475                   |                        |                        |                        |                        |                        |                        | 1/242                   |
| 2017                              | 78                                | 8,7 %                             | 18/289                            | 19,9 %                            | 37/176                            | 55/465                  |                        |                        |                        |                        |                        |                        |                         |
| 2019                              |                                   |                                   |                                   |                                   |                                   |                         | 42                     | 15,8 %                 | 9/74                   | 15,8 %                 | 8/50                   | 17/124                 | 32/245                  |
| Bei Gründung der „neuen“ KDP 2020 | Bei Gründung der „neuen“ KDP 2020 | Bei Gründung der „neuen“ KDP 2020 | Bei Gründung der „neuen“ KDP 2020 | Bei Gründung der „neuen“ KDP 2020 | Bei Gründung der „neuen“ KDP 2020 | 107/465                 |                        |                        |                        |                        |                        |                        | 43/245                  |
| 2021                              | 240                               | 30,0 %                            | 57/289                            | 20,0 %                            | 39/176                            | 96/465                  |                        |                        |                        |                        |                        |                        |                         |
| 2022                              |                                   |                                   |                                   |                                   |                                   |                         | 51                     | 15,3 %                 | 10/75                  | 12,8 %                 | 7/50                   | 17/125                 | 39/248                  |
| 2024                              | 237                               | 29,0 %                            | 104/289                           | 21,2 %                            | 44/176                            | 148/465                 |                        |                        |                        |                        |                        |                        |                         |

1. 1 2  Beinhaltet den erfolgreichen Unabhängigen Seiji Ōsaka (Hokkaidō 8), der von der KDP nachnominiert wurde; ohne seine 125.771 Mehrheitswahlstimmen in Hokkaidō 8 lag der landesweite KDP-Stimmenanteil bei 8,5 %.

### Präfekturebene
In den Präfekturen ist die Konstitutionell-Demokratische Partei schwächer als in der nationalen Politik. Bei den einheitlichen Regionalwahlen 2023 verzeichnete die KDP Zugewinne gegenüber dem Ergebnis der „alten KDP“ 2019. Zum Jahresende 2023 gehörten rund 9 % aller Präfekturparlamentsabgeordneten (232 von 2664) der KDP an.
Die amtierenden mit KDP-Unterstützung gegen LDP-Kōmeitō-Kandidaten gewählten Gouverneure sind (Stand: September 2020) Takuya Tasso in Iwate, Denny Tamaki in Okinawa und Motohiro Ōno in Saitama.

### Kommunalebene
Landesweit verfügte die KDP im Dezember 2023 über 712 von 29.135 Abgeordneten (2,4 %) in kommunalen Parlamenten, wobei die Kommunalpolitik jenseits der größeren Städte, Tokios Bezirken und einigen Ausnahmen wenig parteipolitisch organisiert ist. Zum Vergleich: Nur 7,3 % der Gemeindeabgeordneten wurden als LDP-Kandidaten gewählt.